# Palaeoaphididae
Palaeoaphididae (лат.) — семейство вымерших равнокрылых насекомых, близкое к тлям. Обнаружено в меловых отложениях Канады, Китая, Монголии,  России и США 
(около 100 млн лет).

## Описание
Мелкого размера равнокрылые насекомые, сходные с тлями. Тело узкое, голова сплюснутая, птеростигма короткая. Усики состоят из 6 или 7 сегментов. Передние крылья узкие в передней части. Подсемейство Ellinaphidinae иногда выделяют в отдельное семейство Ellinaphididae. Вместе с семействами †Juraphididae,  †Rasnitsynaphididae, †Shaposhnikoviidae, †Szelegiewicziidae образуют надсемейство †Palaeoaphidoidea.
- †Ambaraphis Richards, 1966 (=Amberaphis Hamilton, 1992)
  - †Ambaraphis costalis Richards, 1966
  - †Ambaraphis kotejai Kania & Wegierek, 2005
- †Jersaphis Wegierek, 2000
  - †Jersaphis luzzii Wegierek, 2000
- †Longiradius Heie, 2006
  - †Longiradius foottitti Heie, 2006
- †Palaeoaphidiella Heie, 1996
  - †Palaeoaphidiella abdominalis Heie, 1996
- †Palaeoaphis Richards, 1966
  - †Palaeoaphis archimedia Richards, 1966
  - †Palaeoaphis armani Wegierek, 1993
  - †Palaeoaphis incognita Kononova, 1976
- †Primpalaeoaphis Zyla & Wegierek, 2013
  - †Primpalaeoaphis khotontensis Zyla & Wegierek, 2013

- †подсемейство Ellinaphidinae Kania and Wegierek, 2008[6][7][8][9]
  - †Annulaphis, Bugyrorinaphis, Buriataphis, Caudaphis, Ellinaphis, Mongoaphis, Rallotopaphis, Rinorectuaphis, Secusellinaphis, Transbaikalis, Tsagaanaphis, Unioaphis, Vetellinaphis